# Luigi Ernesto Palletti
Luigi Ernesto Palletti (Genova, 29 ottobre 1956) è un vescovo cattolico italiano, dal 20 ottobre 2012 vescovo della Spezia-Sarzana-Brugnato.

## Biografia
Nasce a Genova, città capoluogo di provincia e sede arcivescovile, il 29 ottobre 1956, figlio unico di Enrico Nicola Palletti e di Adelina Torrassa.

### Formazione e ministero sacerdotale
Dopo essersi diplomato in pianoforte presso il conservatorio Niccolò Paganini di Genova, intraprende gli studi teologici presso il seminario maggiore di Genova dal 1976, frequentando gli studi teologici presso la sezione di Genova della Facoltà teologica dell'Italia settentrionale.
Il 29 giugno 1983 è ordinato presbitero dal cardinale Giuseppe Siri per l'arcidiocesi di Genova.
Dopo l'ordinazione e fino al 1996 è vicario parrocchiale nelle delegazioni genovesi di Pontedecimo e Sestri Ponente; durante questo periodo ricopre per qualche tempo anche gli incarichi di insegnante di religione e cappellano presso l'ospedale. Ricopre anche gli incarichi di confessore presso il seminario minore, dal 1995, e cancelliere arcivescovile, dal 1996 fino all'ordinazione episcopale. Nel 1998 è nominato canonico della cattedrale di San Lorenzo, mentre dal 2001 è direttore spirituale del seminario maggiore.

### Ministero episcopale
Il 18 dicembre 2004 papa Giovanni Paolo II lo nomina vescovo ausiliare di Genova e vescovo titolare di Fondi. Il 16 gennaio 2005 riceve l'ordinazione episcopale, nella cattedrale di San Lorenzo, dal cardinale Tarcisio Bertone, arcivescovo metropolita di Genova, co-consacranti l'arcivescovo Paolo Romeo, nunzio apostolico in Italia, e il vescovo di Chiavari Alberto Tanasini.
Il 20 ottobre 2012 papa Benedetto XVI lo nomina vescovo della Spezia-Sarzana-Brugnato; succede a Francesco Moraglia, precedentemente nominato patriarca di Venezia. Il 2 dicembre successivo prende possesso della diocesi.
Nel 2015 è eletto vicepresidente della Conferenza episcopale ligure.
Il 27 settembre 2019, insieme al sindaco della Spezia Pierluigi Peracchini, presenzia nel centro città all'intitolazione di Largo san Josemaría Escrivá de Balaguer, una delle prime piazze italiane a portare il nome del fondatore dell'Opus Dei.

## Genealogia episcopale
La genealogia episcopale è:
- Cardinale Scipione Rebiba
- Cardinale Giulio Antonio Santori
- Cardinale Girolamo Bernerio, O.P.
- Arcivescovo Galeazzo Sanvitale
- Cardinale Ludovico Ludovisi
- Cardinale Luigi Caetani
- Cardinale Ulderico Carpegna
- Cardinale Paluzzo Paluzzi Altieri degli Albertoni
- Papa Benedetto XIII
- Papa Benedetto XIV
- Cardinale Enrico Enriquez
- Arcivescovo Manuel Quintano Bonifaz
- Cardinale Buenaventura Córdoba Espinosa de la Cerda
- Cardinale Giuseppe Maria Doria Pamphilj
- Papa Pio VIII
- Papa Pio IX
- Cardinale Gustav Adolf von Hohenlohe-Schillingsfürst
- Arcivescovo Salvatore Magnasco
- Cardinale Gaetano Alimonda
- Cardinale Agostino Richelmy
- Vescovo Giuseppe Castelli
- Vescovo Gaudenzio Binaschi
- Arcivescovo Albino Mensa
- Cardinale Tarcisio Bertone, S.D.B.
- Vescovo Luigi Ernesto Palletti